# Perlenplatz
Der Perlenplatz (arabisch دوار اللؤلؤة, DMG dawwār al-luʾluʾa) ist ein ehemaliger Kreisverkehr im Finanzdistrikt von Manama, der Hauptstadt von Bahrain.

## Perlenmonument

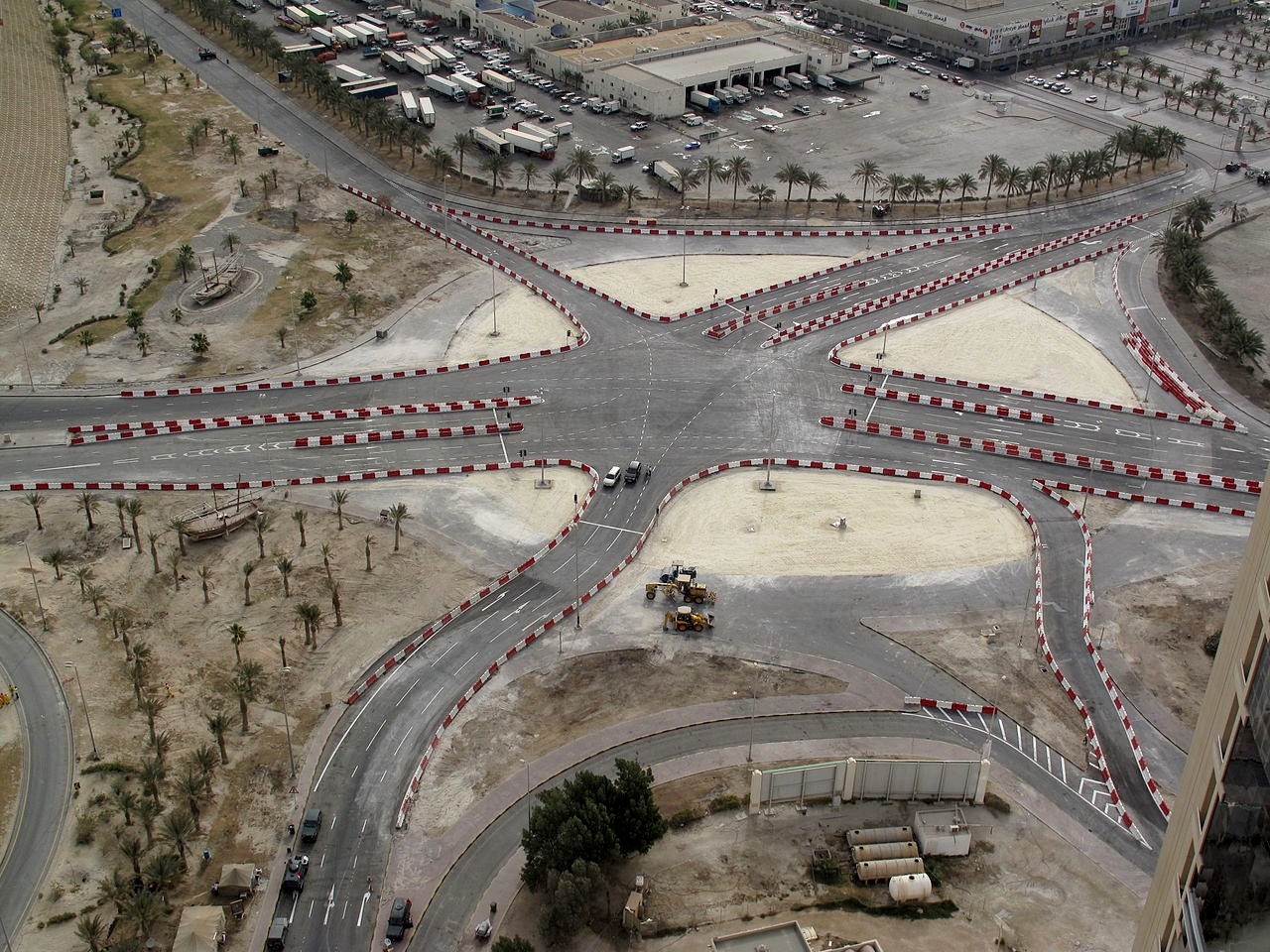
Der Perlenplatz nach der Beseitigung des Monuments und Rückbau zur kreiselfreien Straßenkreuzung

In der Mitte des Kreisverkehres befand sich bis 18. März 2011 ein großes Monument. Dieses bestand aus sechs Säulen, die in den Himmel ragten und in der Mitte gemeinsam eine Perle hielten.
Das Perlenmonument war 90 Meter hoch und wurde 1982 errichtet. Es bestand aus sechs Dhau-„Segeln“ nachempfundenen Streben, die in den Himmel ragten und zusammen auf der Spitze eine Perle hielten. Die sechs Segel symbolisierten die sechs arabischen Länder am Arabischen Golf (Golfkooperationsrat) und die Perle symbolisierte das gemeinsame Erbe. Am Sockel des Denkmals war ein Pool mit Fontänenstrahlen.
Am 18. März 2011 wurde das Bauwerk beseitigt.

## Proteste

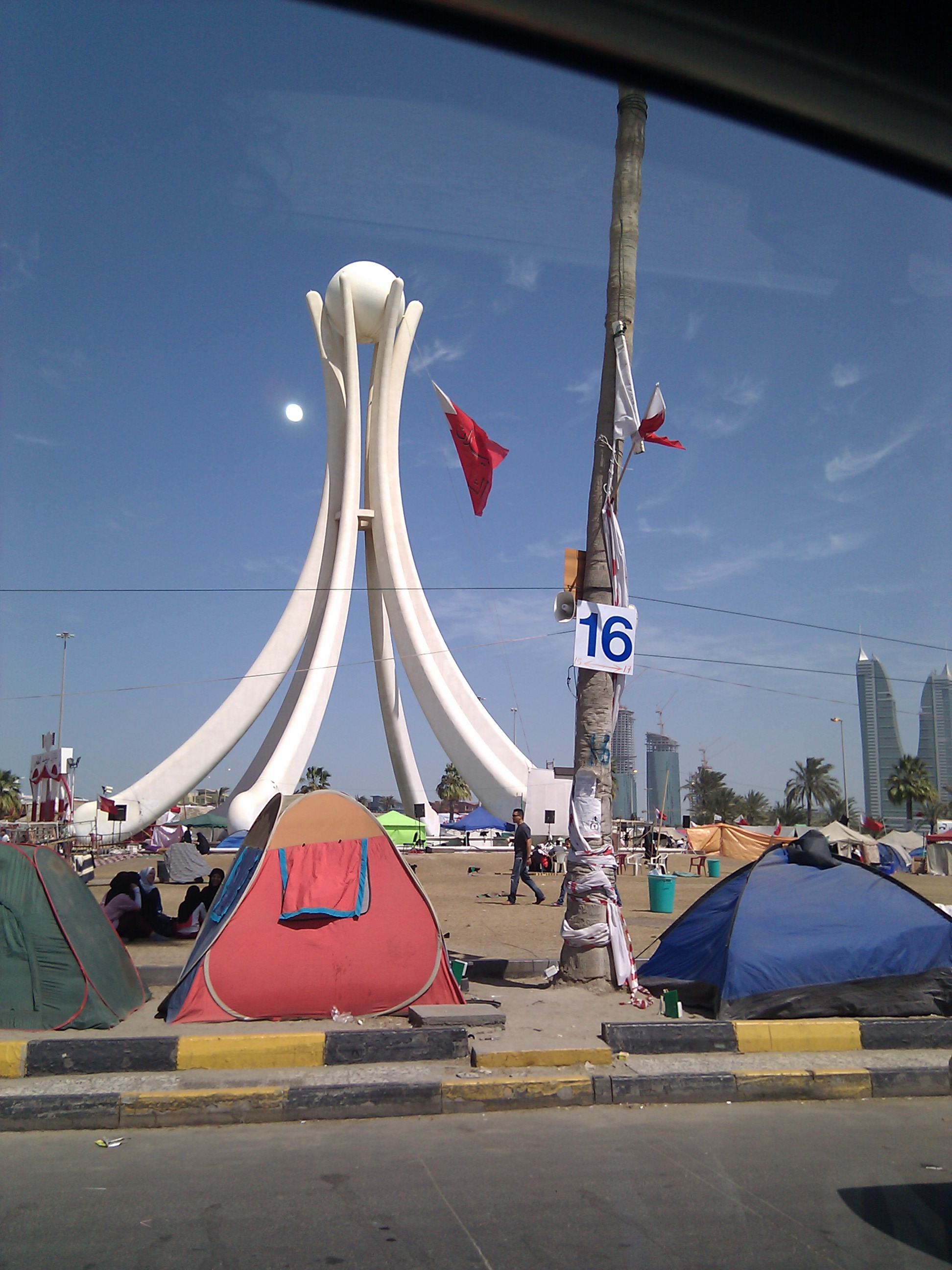
Zelte der Demonstranten vor der Räumung (4. März 2011)

Der Kreisverkehr wurde im Zuge der Proteste in Bahrain im Februar 2011 von Demonstranten besetzt. Die Sicherheitskräfte gingen dabei mehrmals mit Schusswaffen und Tränengas gegen die Demonstranten vor. Am frühen Morgen des 16. März wurde der Platz von Sicherheitskräften mithilfe von Panzern und Hubschraubern geräumt. Es wurden Tränengas und Gummigeschosse eingesetzt. Dabei kamen laut Angaben der Demonstranten fünf Menschen ums Leben und mehr als 200 wurden verletzt. Laut Regierungsangaben starben zwei Polizisten.
Am 18. März 2011 wurde das Monument im Zentrum des Perlenplatzes von bahrainischen Streitkräften zerstört,  weil das Symbol der Einheit der GCC-Staaten für die Proteste eingenommen wurde. Einer der Baggerfahrer wurde dabei vom einstürzenden Monument getötet.
Am 13. Februar 2012, also etwa ein Jahr nach den ersten Besetzungen, versuchten mehrere tausend Demonstranten den Perlenplatz abermals zu besetzen. Die Polizei verhinderte das und setzte dabei Tränengas ein. Am Tag danach versuchten kleinere Gruppen zu dem Platz vorzudringen. Sie riefen Slogans gegen König Hamad ibn Isa Al Chalifa.